# Canillas de Aceituno
Canillas de Aceituno település Spanyolországban, Málaga tartományban. Canillas de Aceituno Alcaucín, Alhama de Granada, Sedella, Arenas és Viñuela községekkel határos. Lakosainak száma 1777 fő (2024).

## Népesség
A település népessége az elmúlt években az alábbi módon változott:
| Lakosok száma | 2171 | 2157 | 2336 | 2323 | 1937 | 1746 | 1672 | 1677 | 1722 | 1777 |
|               | 2001 | 2004 | 2007 | 2009 | 2012 | 2014 | 2017 | 2019 | 2022 | 2024 |